# 小垣瑶族镇
小垣瑶族镇，是中华人民共和国湖南省郴州市汝城县一个已经撤销的乡镇级行政单位。

## 行政区划
小垣瑶族镇下辖以下地区：
后洞村、简水村、白云村、大塘村、冬茫村、大山村和走马村。